# Jaime Báez
Jaime Báez, vollständiger Name Jaime Báez Stábile, (* 24. April 1995 oder 25. April 1995 in Montevideo) ist ein uruguayischer Fußballspieler.

## Karriere

### Verein
Der nach Angaben seines Vereins 1,79 Meter große, in Santa Lucía aufgewachsene Offensivakteur Báez ist der Sohn des ehemaligen Fußballspielers Enrique „China“ Báez. Er begann mit dem Fußballspielen als Vierjähriger im Baby fútbol bei Laureles in Santa Lucía. Báez spielte später in der Jugendabteilung des uruguayischen Profiklubs Juventud. Dort absolvierte er in der Spielzeit 2012/13 26 Spiele in der Primera División und erzielte drei Treffer. In der Saison 2013/14 kam er in 27 Ligaspielen zum Einsatz und traf achtmal ins gegnerische Tor. In der laufenden Saison 2014/15 wurde er in 14 Erstligaspielen (fünf Tore) eingesetzt. Im Februar 2015 wurde er an den Ligakonkurrenten Defensor Sporting ausgeliehen, für den er in der Clausura 2015 in sechs Ligapartien (ein Tor) auflief. Anfang Juli 2015 kehrte er zu Juventud zurück und absolvierte dort ein Erstligaspiel (kein Tor) und zwei Begegnungen (kein Tor) der Copa Sudamericana 2015. Anschließend verließ er in der zweiten Augusthälfte 2015 den Klub und setzte seine Karriere beim italienischen Serie-A-Klub AC Florenz fort. Dort kam er jedoch zu keinem Pflichtspieleinsatz und wechselte im Januar 2016 auf Leihbasis zum AS Livorno. Beim italienischen Zweitligisten wurde er bis Saisonende in 13 Ligaspielen (kein Tor) der Serie B eingesetzt. Zur Spielzeit 2016/17 kehrte er zum AC Florenz zurück. Sodann wurde Báez Ende August 2016 vom Serie B-Club Spezia Calcio ausgeliehen. Für diesen lief er bis Saisonende in 24 Ligaspielen (ein Tor) und zwei Begegnungen der Coppa Italia (kein Tor) auf. Anschließend kehrte er zunächst zum AC Florenz zurück.
Im August 2017 wurde Báez an Delfino Pescara 1936 verliehen. In der Saison 2018/19 folgte eine Ausleihe zu Cosenza Calcio. Cosenza war in dieser Saison in die Serie B, der zweithöchsten italienischen Liga aufgestiegen. Nach Ablauf der Saison gehörte Báez zunächst wieder zum Kader des AC Florenz. Anfang August 2019 erfolgte jedoch ein endgültiger Wechsel zu Cosenza, wo er einen Vertrag über drei Jahre unterschrieb. Im Januar 2021 verließ er den Verein und schloss sich der in der Serie B, der zweithöchsten italienischen Liga, spielenden US Cremonese an.
In seiner ersten Saison bestritt er 18 von 19 möglichen Ligaspielen für Cremonese, in denen er ein Tor schoss. In der nächsten Saison, die mit dem Aufstieg von Cremonese in die Serie A endete, waren es 34 von 38 möglichen Ligaspielen, sowie ein Pokalspiel. Dort stand er nur außer bei einem Pokalspiel nur bei zwei Ligaspielen auf dem Platz. Ab Ende August 2022 wurde er in der Liga nicht mehr eingesetzt.
Mitte Januar 2023 wechselte er zu Frosinone Calcio in die Serie B. Hier bestritt er im Rest der Saison 17 von 19 möglichen Ligaspielen und erzielte dabei ein Tor. Zur Saison 2023/24 stieg Frosinone in die Serie A auf.

### Nationalmannschaft
Báez gehört seit März 2014 der uruguayische U-20-Auswahl an. Mit der von Fabián Coito trainierten Celeste bestritt er am 15. April 2014 gegen Chile als Mitglied der Startelf sein erstes Länderspiel. Beim 1:0-Heimsieg gegen Paraguay am 20. Mai 2014 spielte er ebenfalls von Anbeginn.
Weitere Länderspieleinsätze folgten am 4. August 2014, 6. August 2014 (ein Tor) und 24. September 2014.
Er gehörte dem uruguayischen Aufgebot bei der U-20-Südamerikameisterschaft 2015 in Uruguay an. Bis einschließlich 28. Mai 2015 kam er auf 25 U-20-Länderspiele und drei Tore. Sodann gehörte er dem Kreis der ausgewählten Spieler an, die Uruguay bei der U-20-Weltmeisterschaft 2015 in Neuseeland repräsentierten. Die „Celeste“ schied im Achtelfinale durch eine Niederlage im Elfmeterschießen gegen Brasilien aus.
Am 19. Mai 2015 wurde er von Trainer Fabián Coito für den vorläufigen Kader der U-22 bei den Panamerikanischen Spielen 2015 nominiert. Seine endgültige Nominierung für das Turnier in Toronto im Juli 2015 fand allerdings nicht statt.